# 奥利济
奥利济（法語：Olizy，法語發音：[ɔlizi]）是法国马恩省的一个市镇，位于该省西部偏北，属于兰斯区。

## 地理
奥利济（49°8'51"N, 3°45'29"E）面积4.57 平方千米，位于法国大東部大區马恩省，该省份为法国东北部内陆省份，北起阿登省，西北接埃纳省，西南接塞纳-马恩省，南至奥布省，东南接上马恩省，东临默兹省。
与奥利济接壤的市镇（或旧市镇、城区）包括：维莱阿格龙-艾吉济、昂特奈、屈勒、容克里、罗米尼。

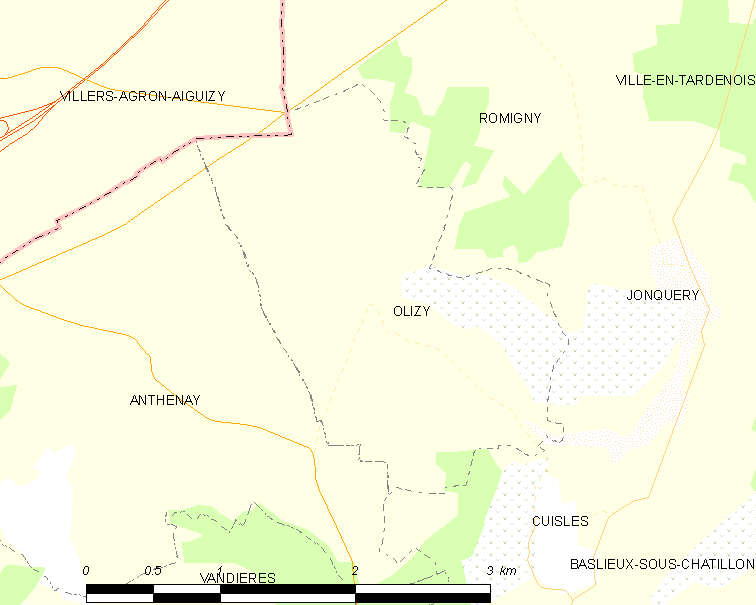
奥利济的OSM定位图

奥利济的时区为UTC+01:00、UTC+02:00（夏令时）。

## 行政
奥利济的邮政编码为51700，INSEE市镇编码为51414。

## 政治
奥利济所属的省级选区为多尔芒-香槟景县。

## 人口

1962-2008年间奥利济人口变化图示

奥利济于2022年1月1日时的人口数量为142人。